# Сезон ФК «Динамо» (Київ) 2021—2022
Сезон «Динамо» (Київ) 2021—2022 — 31-й сезон київського «Динамо» у чемпіонатах України.

## Склад команди
Станом на 7 квітня 2022 року
| Номер        | Гравець                   | Країна   | Позиція  | Дата народження (вік)        |          |
| Воротарі     | Воротарі                  | Воротарі | Воротарі | Воротарі                     | Воротарі |
| ------------ | ------------------------- | -------- | -------- | ---------------------------- | -------- |
| 1            | Георгій Бущан             | Україна  | ВР       | 31 травня 1994 (30 років)    |          |
| 35           | Руслан Нещерет            | Україна  | ВР       | 22 січня 2002 (23 роки)      |          |
| 71           | Денис Бойко               | Україна  | ВР       | 29 січня 1988 (37 років)     |          |
| Захисники    |                           |          |          |                              |          |
| 4            | Денис Попов               | Україна  | ЗХ       | 17 лютого 1999 (26 років)    |          |
| 6            | Микита Бурда              | Україна  | ЗХ       | 24 березня 1995 (29 років)   |          |
| 14           | Костянтин Вівчаренко      | Україна  | ЗХ       | 10 червня 2002 (22 роки)     |          |
| 24           | Олександр Тимчик          | Україна  | ЗХ       | 20 січня 1997 (28 років)     |          |
| 25           | Ілля Забарний             | Україна  | ЗХ       | 1 вересня 2002 (22 роки)     |          |
| 34           | Олександр Сирота          | Україна  | ЗХ       | 11 червня 2000 (24 роки)     |          |
| 44           | Владислав Дубінчак        | Україна  | ЗХ       | 1 липня 1998 (26 років)      |          |
| 73           | Антон Боль                | Україна  | ЗХ       | 8 січня 2003 (22 роки)       |          |
| Півзахисники |                           |          |          |                              |          |
| 5            | Сергій Сидорчук (капітан) | Україна  | ПЗ       | 2 травня 1991 (33 роки)      |          |
| 8            | Володимир Шепелєв         | Україна  | ПЗ       | 1 червня 1997 (27 років)     |          |
| 10           | Микола Шапаренко          | Україна  | НП       | 4 жовтня 1998 (26 років)     |          |
| 15           | Віктор Циганков           | Україна  | ПЗ       | 15 листопада 1997 (27 років) |          |
| 18           | Олександр Андрієвський    | Україна  | ПЗ       | 24 червня 1994 (30 років)    |          |
| 20           | Олександр Караваєв        | Україна  | ПЗ       | 2 червня 1992 (32 роки)      |          |
| 26           | Олександр Яцик            | Україна  | ПЗ       | 3 січня 2003 (22 роки)       |          |
| 29           | Віталій Буяльський        | Україна  | ПЗ       | 6 січня 1993 (32 роки)       |          |
| 89           | Володимир Бражко          | Україна  | ПЗ       | 23 січня 2002 (23 роки)      |          |
| 99           | Денис Антюх               | Україна  | НП       | 30 липня 1997 (27 років)     |          |
| Нападники    |                           |          |          |                              |          |
| 17           | Владислав Ванат           | Україна  | НП       | 4 січня 2002 (23 роки)       |          |
| 28           | Владислав Кулач           | Україна  | НП       | 7 березня 1993 (32 роки)     |          |
| 41           | Артем Бєсєдін             | Україна  | НП       | 31 березня 1996 (28 років)   |          |

### Гравці, які перебували в оренді
| Гравець             | Країна     | Позиція | Клуб                | Початок оренди  | Повернення     | Дата народження (вік)            |
| ------------------- | ---------- | ------- | ------------------- | --------------- | -------------- | -------------------------------- |
| Владислав Дубінчак  | Україна    | ЗХ      | Дніпро-1            | 1 серпня 2020   | 3 січня 2022   | 1 липня 1998 (вік 23 роки)       |
| Алан Ауссі          | Україна    | ЗХ      | Торпедо-БелАЗ       | 4 вересня 2020  | 31 грудня 2021 | 30 червня 2001 (вік 20 років)    |
| Алан Ауссі          | Україна    | ЗХ      | Верес               | 3 лютого 2022   | 30 червня 2023 | 30 червня 2001 (вік 20 років)    |
| Ахмед Алібеков      | Україна    | ПЗ      | Зоря                | 15 червня 2021  | 30 червня 2023 | 29 травня 1998 (вік 24 роки)     |
| Сергій Булеца       | Україна    | ПЗ      | Зоря                | 15 червня 2021  | 30 червня 2023 | 16 лютого 1999 (вік 23 роки)     |
| Міккель Дуелунд     | Данія      | ПЗ      | Неймеген            | 22 червня 2021  | 30 червня 2022 | 29 червня 1997 (вік 24 роки)     |
| Назарій Русин       | Україна    | НП      | Дніпро-1            | 30 червня 2021  | 31 грудня 2021 | 25 жовтня 1998 (вік 23 роки)     |
| Назарій Русин       | Україна    | НП      | Чорноморець         | 15 січня 2022   | 31 грудня 2022 | 25 жовтня 1998 (вік 23 роки)     |
| Микита Кравченко    | Україна    | ЗХ      | Дніпро-1            | 12 липня 2021   | 30 червня 2022 | 14 червня 1997 (вік 24 роки)     |
| Владислав Кучерук   | Україна    | ВР      | Чорноморець         | 21 липня 2021   | 30 червня 2022 | 14 лютого 1999 (вік 23 роки)     |
| Даніл Скорко        | Україна    | ЗХ      | Чорноморець         | 21 липня 2021   | 31 грудня 2021 | 6 квітня 2002 (вік 19 років)     |
| Денис Кузик         | Україна    | ЗХ      | Чорноморець         | 21 липня 2021   | 30 січня 2022  | 18 вересня 2002 (вік 19 років)   |
| Денис Кузик         | Україна    | ЗХ      | Колос               | 4 лютого 2022   | 31 грудня 2022 | 18 вересня 2002 (вік 19 років)   |
| Євгеній Смирний     | Україна    | ПЗ      | Чорноморець         | 21 липня 2021   | 31 грудня 2021 | 18 серпня 1998 (вік 23 роки)     |
| Георгій Цітаішвілі  | Грузія     | ПЗ      | Чорноморець         | 21 липня 2021   | 5 квітня 2022  | 18 листопада 2000 (вік 21 рік)   |
| Георгій Цітаішвілі  | Грузія     | ПЗ      | Вісла               | 6 квітня 2022   | 30 червня 2022 | 18 листопада 2000 (вік 21 рік)   |
| Микола Михайленко   | Україна    | ПЗ      | Чорноморець         | 21 липня 2021   | 30 червня 2022 | 22 травня 2001 (вік 21 рік)      |
| Юрій Тлумак         | Україна    | ПЗ      | Чорноморець         | 21 липня 2021   | 31 грудня 2021 | 11 липня 2002 (вік 19 років)     |
| Вадим Мащенко       | Україна    | ПЗ      | Чорноморець         | 21 липня 2021   | 31 грудня 2021 | 26 липня 2000 (вік 21 рік)       |
| Богдан Білошевський | Україна    | ПЗ      | Чорноморець         | 21 липня 2021   | 31 грудня 2021 | 12 січня 2000 (вік 22 роки)      |
| Богдан Білошевський | Україна    | ПЗ      | Олександрія         | 10 січня 2022   | 30 червня 2023 | 12 січня 2000 (вік 22 роки)      |
| Ярослав Надольський | Україна    | ПЗ      | Чорноморець         | 21 липня 2021   | 31 грудня 2021 | 1 березня 2001 (вік 20 років)    |
| Євгеній Ісаєнко     | Україна    | НП      | Чорноморець         | 21 липня 2021   | 31 грудня 2021 | 7 серпня 2000 (вік 21 рік)       |
| Євгеній Ісаєнко     | Україна    | НП      | Колос               | 4 лютого 2022   | 31 грудня 2022 | 7 серпня 2000 (вік 21 рік)       |
| Даниїл Сухоручко    | Україна    | НП      | Чорноморець         | 21 липня 2021   | 31 грудня 2021 | 21 лютого 2000 (вік 21 рік)      |
| Владислав Ванат     | Україна    | НП      | Чорноморець         | 21 липня 2021   | 30 січня 2022  | 4 січня 2002 (вік 20 років)      |
| Крістіан Біловар    | Україна    | ЗХ      | Десна               | 23 липня 2021   | 2 вересня 2021 | 5 лютого 2001 (вік 21 рік)       |
| Крістіан Біловар    | Україна    | ЗХ      | Чорноморець         | 3 вересня 2021  | 30 червня 2023 | 5 лютого 2001 (вік 21 рік)       |
| Вікентій Волошин    | Україна    | ПЗ      | Десна               | 23 липня 2021   | 30 червня 2022 | 17 квітня 2001 (вік 21 рік)      |
| Артур Ващишин       | Україна    | ПЗ      | Поділля             | 28 липня 2021   | 31 грудня 2021 | 11 червня 2000 (вік 21 рік)      |
| Мохаммед Кадірі     | Гана       | ПЗ      | Чорноморець         | 29 липня 2021   | 30 червня 2022 | 7 березня 1996 (вік 26 років)    |
| Сідклей             | Бразилія   | ПЗ      | ПАОК                | 27 серпня 2021  | 30 червня 2022 | 13 травня 1993 (вік 29 років)    |
| Беніто              | Нігерія    | ПЗ      | Гориця              | 31 серпня 2021  | 30 червня 2022 | 7 вересня 1998 (вік 23 роки)     |
| Артем Хацкевич      | Білорусь   | ПЗ      | Десна               | 1 вересня 2021  | 30 червня 2022 | 19 червня 2003 (вік 18 років)    |
| Жерсон Родрігес     | Люксембург | ПЗ      | Труа                | 1 вересня 2021  | 1 березня 2022 | 20 червня 1995 (вік 26 років)    |
| Жерсон Родрігес     | Люксембург | ПЗ      | Еюпспор             | 30 березня 2022 | 30 червня 2022 | 20 червня 1995 (вік 26 років)    |
| Роман Вантух        | Україна    | ЗХ      | Чорноморець         | 2 вересня 2021  | 31 грудня 2021 | 4 липня 1998 (вік 23 роки)       |
| Роман Вантух        | Україна    | ЗХ      | Дніпро-1            | 17 січня 2022   | 30 червня 2022 | 4 липня 1998 (вік 23 роки)       |
| Ваолодимир Костевич | Україна    | ЗХ      | Рух                 | 3 вересня 2021  | 30 червня 2022 | 23 жовтня 1992 (вік 29 років)    |
| Богдан Лєднєв       | Україна    | ПЗ      | Фегервар            | 22 січня 2022   | 31 грудня 2022 | 7 квітня 1998 (вік 24 роки)      |
| Владислав Супряга   | Україна    | НП      | Сампдорія           | 30 січня 2022   | 30 червня 2022 | 15 лютого 2000 (вік 22 роки)     |
| Ерік Рамірес        | Венесуела  | НП      | Спортінг (Хіхон)    | 30 січня 2022   | 30 червня 2022 | 20 листопада 1998 (вік 23 роки)  |
| Беньямін Вербич     | Словенія   | ПЗ      | Легія               | 14 березня 2022 | 30 червня 2022 | 17 листопада 1993 (вік 28 років) |
| Томаш Кендзьора     | Польща     | ЗХ      | Лех                 | 17 березня 2022 | 30 червня 2022 | 11 червня 1994 (вік 27 років)    |
| Вітіньйо            | Бразилія   | ПЗ      | Атлетіку Паранаенсі | 1 квітня 2022   | 30 червня 2022 | 1 квітня 1999 (вік 23 роки)      |

## Трансфери
| Дата           | Позиція | Номер | Гравець             | Клуб                | Ціна              | Посилання |
| Літо           | Літо    | Літо  | Літо                | Літо                | Літо              | Літо      |
| -------------- | ------- | ----- | ------------------- | ------------------- | ----------------- | --------- |
| 19 травня 2021 | ЗХ      |       | Владислав Дубінчак  | Дніпро-1            | Закінчення оренди |           |
| 19 травня 2021 | ПЗ      |       | Сергій Булеца       | Дніпро-1            | Закінчення оренди |           |
| 19 травня 2021 | ПЗ      |       | Беніто              | Олімпік             | Закінчення оренди |           |
| 19 травня 2021 | НП      |       | Ібрагім Каргбо      | Олімпік             | Закінчення оренди |           |
| 19 травня 2021 | ВР      |       | Владислав Кучерук   | Колос               | Закінчення оренди |           |
| 19 травня 2021 | ЗХ      |       | Микита Кравченко    | Колос               | Закінчення оренди |           |
| 19 травня 2021 | ПЗ      |       | Євгеній Смирний     | Колос               | Закінчення оренди |           |
| 19 травня 2021 | НП      |       | Євгеній Ісаєнко     | Колос               | Закінчення оренди |           |
| 19 травня 2021 | ПЗ      |       | Роман Бодня         | Чорноморець         | Закінчення оренди |           |
| 19 травня 2021 | ПЗ      |       | Вадим Мащенко       | Чорноморець         | Закінчення оренди |           |
| 19 травня 2021 | ПЗ      |       | Артур Ващишин       | Чорноморець         | Закінчення оренди |           |
| 19 травня 2021 | НП      |       | Даниїл Сухоручко    | Чорноморець         | Закінчення оренди |           |
| 19 травня 2021 | ЗХ      |       | Роман Вантух        | Олександрія         | Закінчення оренди |           |
| 19 травня 2021 | ЗХ      | 13    | Артем Шабанов       | Легія               | Закінчення оренди |           |
| 19 травня 2021 | НП      |       | Назарій Русин       | Легія               | Закінчення оренди |           |
| 19 травня 2021 | ЗХ      |       | Богдан Білошевський | Десна               | Закінчення оренди |           |
| 19 травня 2021 | НП      |       | Георгій Цітаішвілі  | Ворскла             | Закінчення оренди |           |
| 1 липня 2021   | НП      |       | Фран Соль           | Тенерифе            | Закінчення оренди |           |
| 9 липня 2021   | НП      | 73    | Ілля Шкурін         | ЦСКА                | Оренда            | [ 2 ]     |
| 9 липня 2021   | НП      | 99    | Денис Антюх         | Колос               | 126 000 €         | [ 3 ]     |
| 23 липня 2021  | НП      | 9     | Ерік Рамірес        | ДАК 1904            | 1 750 000 €       | [ 4 ]     |
| 28 липня 2021  | НП      | 28    | Владислав Кулач     | Ворскла             | Безкоштовно       | [ 5 ]     |
| 6 серпня 2021  | ПЗ      |       | Самба Діалло        | Академія Дару Салам | Безкоштовно       | [ 6 ]     |
| 11 серпня 2021 | ПЗ      |       | Тітас Бузас         | ДФК Дайнава         | Безкоштовно       | [ 7 ]     |
| 31 серпня 2021 | ПЗ      | 22    | Вітіньйо            | Атлетіку Паранаенсі | 6 000 000 €       | [ 8 ]     |
| 3 вересня 2021 | ЗХ      |       | Крістіан Біловар    | Десна               | Закінчення оренди |           |
| Зима           |         |       |                     |                     |                   |           |
| 31 грудня 2021 | ЗХ      |       | Алан Ауссі          | Торпедо-БелАЗ       | Закінчення оренди |           |
| 31 грудня 2021 | ЗХ      |       | Даніл Скорко        | Чорноморець         | Закінчення оренди |           |
| 31 грудня 2021 | ЗХ      |       | Роман Вантух        | Чорноморець         | Закінчення оренди |           |
| 31 грудня 2021 | ПЗ      |       | Юрій Тлумак         | Чорноморець         | Закінчення оренди |           |
| 31 грудня 2021 | ПЗ      |       | Євгеній Смирний     | Чорноморець         | Закінчення оренди |           |
| 31 грудня 2021 | ПЗ      |       | Богдан Білошевський | Чорноморець         | Закінчення оренди |           |
| 31 грудня 2021 | НП      |       | Євгеній Ісаєнко     | Чорноморець         | Закінчення оренди |           |
| 31 грудня 2021 | НП      |       | Назарій Русин       | Дніпро-1            | Закінчення оренди |           |
| 3 січня 2022   | ЗХ      |       | Владислав Дубінчак  | Дніпро-1            | Закінчення оренди | [ 9 ]     |
| 30 січня 2022  | ЗХ      |       | Денис Кузик         | Чорноморець         | Закінчення оренди |           |
| 30 січня 2022  | НП      |       | Владислав Ванат     | Чорноморець         | Закінчення оренди |           |

| Дата            | Позиція | Гравець             | Клуб                      | Ціна                | Посилання     |      |
| Літо            | Літо    | Літо                | Літо                      | Літо                | Літо          | Літо |
| --------------- | ------- | ------------------- | ------------------------- | ------------------- | ------------- | ---- |
| 19 травня 2021  | ПЗ      | Тудор Белуце        | Брайтон енд Гоув Альбіон} | Закінчення оренди   | [ 10 ]        |      |
| 15 червня 2021  | ЗХ      | Ахмед Алібеков      | Зоря                      | Оренда              | [ 11 ]        |      |
| 15 червня 2021  | ПЗ      | Сергій Булеца       | Зоря                      | Оренда              | [ 12 ]        |      |
| 22 червня 2021  | ПЗ      | Міккель Дуелунд     | Неймеген                  | Оренда              | [ 13 ]        |      |
| 24 червня 2021  | НП      | Клейтон             | Вільний агент             | Безкоштовно         | [ 14 ]        |      |
| 30 червня 2021  | НП      | Назарій Русин       | Дніпро-1                  | Оренда              | [ 15 ]        |      |
| 12 липня 2021   | ЗХ      | Микита Кравченко    | Дніпро-1                  | Оренда              | [ 16 ]        |      |
| 21 липня 2021   | ВР      | Владислав Кучерук   | Чорноморець               | Оренда              | [ 17 ]        |      |
| 21 липня 2021   | ЗХ      | Даніл Скорко        | Чорноморець               | Оренда              | [ 17 ]        |      |
| 21 липня 2021   | ЗХ      | Денис Кузик         | Чорноморець               | Оренда              | [ 17 ]        |      |
| 21 липня 2021   | ПЗ      | Євгеній Смирний     | Чорноморець               | Оренда              | [ 17 ]        |      |
| 21 липня 2021   | ПЗ      | Георгій Цітаішвілі  | Чорноморець               | Оренда              | [ 17 ]        |      |
| 21 липня 2021   | ПЗ      | Микола Михайленко   | Чорноморець               | Оренда              | [ 17 ]        |      |
| 21 липня 2021   | ПЗ      | Юрій Тлумак         | Чорноморець               | Оренда              | [ 17 ]        |      |
| 21 липня 2021   | ПЗ      | Вадим Мащенко       | Чорноморець               | Оренда              | [ 17 ]        |      |
| 21 липня 2021   | ПЗ      | Богдан Білошевський | Чорноморець               | Оренда              | [ 17 ]        |      |
| 21 липня 2021   | ПЗ      | Ярослав Надольський | Чорноморець               | Оренда              | [ 17 ]        |      |
| 21 липня 2021   | НП      | Євгеній Ісаєнко     | Чорноморець               | Оренда              | [ 17 ]        |      |
| 21 липня 2021   | НП      | Даниїл Сухоручко    | Чорноморець               | Оренда              | [ 17 ]        |      |
| 23 липня 2021   | НП      | Владислав Ванат     | Чорноморець               | Оренда              | [ 18 ]        |      |
| 23 липня 2021   | ЗХ      | Крістіан Біловар    | Десна                     | Оренда              | [ 19 ]        |      |
| 23 липня 2021   | ПЗ      | Вікентій Волошин    | Десна                     | Оренда              | [ 19 ]        |      |
| 28 липня 2021   | ЗХ      | Владислав Дубінчак  | Дніпро-1                  | Оренда              | [ 20 ]        |      |
| 28 липня 2021   | ПЗ      | Артур Ващишин       | Поділля                   | Оренда              | [ 21 ]        |      |
| 29 липня 2021   | ПЗ      | Мохаммед Кадірі     | Чорноморець               | Оренда              | [ 22 ]        |      |
| 19 серпня 2021  | ПЗ      | Роман Бодня         | Минай                     | Безкоштовно         |               |      |
| 27 серпня 2021  | ПЗ      | Сідклей             | ПАОК                      | Оренда              | [ 23 ]        |      |
| 31 серпня 2021  | ПЗ      | Беніто              | Гориця                    | Оренда              | [ 24 ]        |      |
| 1 вересня 2021  | ПЗ      | Артем Хацкевич      | Десна                     | Оренда              |               |      |
| 1 вересня 2021  | ПЗ      | Жерсон Родрігес     | Труа                      | Оренда              | [ 25 ]        |      |
| 2 вересня 2021  | ЗХ      | Роман Вантух        | Чорноморець               | Оренда              | [ 26 ]        |      |
| 3 вересня 2021  | ЗХ      | Володимир Костевич  | Рух                       | Оренда              | [ 27 ]        |      |
| 3 вересня 2021  | ЗХ      | Крістіан Біловар    | Чорноморець               | Оренда              |               |      |
| Зима            |         |                     |                           |                     |               |      |
| 1 січня 2022    | ЗХ      | Віталій Миколенко   | Евертон                   | 23 500 000 €        | [ 28 ] [ 29 ] |      |
| 10 січня 2022   | ПЗ      | Богдан Білошевський | Олександрія               | Оренда              | [ 30 ]        |      |
| 12 січня 2022   | ПЗ      | Євгеній Смирний     | Зоря                      | 200 000 €           | [ 31 ]        |      |
| 13 січня 2022   | ЗХ      | Даніл Скорко        | Зоря                      | Не оголошено        |               |      |
| 13 січня 2022   | ПЗ      | Юрій Тлумак         | Зоря                      | Не оголошено        | [ 32 ]        |      |
| 13 січня 2022   | НП      | Ібрагім Каргбо      | Цельє                     | Оренда              | [ 33 ]        |      |
| 15 січня 2022   | НП      | Назарій Русин       | Чорноморець               | Оренда              | [ 34 ]        |      |
| 17 січня 2022   | ЗХ      | Роман Вантух        | Дніпро-1                  | Оренда              | [ 35 ]        |      |
| 21 січня 2022   | ПЗ      | Богдан Лєднєв       | Фегервар                  | Оренда за 100 000 € | [ 36 ]        |      |
| 30 січня 2022   | НП      | Владислав Супряга   | Сампдорія                 | Оренда за 500 000 € | [ 37 ]        |      |
| 30 січня 2022   | НП      | Ерік Рамірес        | Спортінг (Хіхон)          | Оренда за 250 000 € | [ 38 ]        |      |
| 2 лютого 2022   | ЗХ      | Артем Шабанов       | Фегервар                  | 700 000 €           | [ 39 ]        |      |
| 3 лютого 2022   | ЗХ      | Алан Ауссі          | Верес                     | Оренда              | [ 40 ]        |      |
| 4 лютого 2022   | ЗХ      | Денис Кузик         | Колос                     | Оренда              | [ 41 ]        |      |
| 4 лютого 2022   | НП      | Євгеній Ісаєнко     | Колос                     | Оренда              | [ 41 ]        |      |
| 25 лютого 2022  | НП      | Ілля Шкурін         | ЦСКА                      | Закінчення оренди   |               |      |
| 14 березня 2022 | ПЗ      | Беньямін Вербич     | Легія                     | Оренда              | [ 42 ]        |      |
| 17 березня 2022 | ЗХ      | Томаш Кендзьора     | Лех                       | Оренда              | [ 43 ]        |      |
| 1 квітня 2022   | ПЗ      | Карлос де Пена      | Інтернасьйонал            | Безкоштовно         | [ 44 ]        |      |
| 1 квітня 2022   | ПЗ      | Вітіньйо            | Атлетіку Паранаенсі       | Оренда              | [ 45 ]        |      |
| 6 квітня 2022   | ПЗ      | Георгій Цітаішвілі  | Вісла                     | Оренда              | [ 46 ]        |      |